# Associação dos Direitos Civis da Irlanda do Norte
Associação dos Direitos Civis da Irlanda do Norte (inglês:Northern Ireland Civil Rights Association; irlandês: Cumann Chearta Sibhialta Thuaisceart Éireann) foi uma organização que fez campanha pelos direitos da minoria católica romana na Irlanda do Norte, entre o fim dos anos 1960 e o começo dos 70.
A associação foi fundada num encontro num hotel de Belfast em 29 de janeiro de 1967, por um comitê de treze membros, que criou uma constituição para a nova organização. Desde a formação da Irlanda do Norte como Estado, os católicos do país sofreram uma forte discriminação sob o governo unionista protestante e a associação balizou suas atividades e campanhas pelo movimento dos direitos civis nos Estados Unidos, organizando marchas, piquetes e protestos públicos para pressionar o governo a atender suas demandas.
Suas cinco principais exigências eram:
- Um homem, um voto.
- Fim para a discriminação em moradias.
- Fim para a discriminação em governos locais.
- Fim para a influência ilegal dos protestantes nas eleições, feitas nos limites dos distritos, que limitavam os efeitos do voto católico.
- O desmantelamento dos B-Specials, uma sectária polícia protestante da reserva.